# Федосеев, Владимир Иванович (футболист)
Влади́мир Ива́нович Федосе́ев (20 января 1949, Москва, СССР — 12 февраль 2008, Москва, Россия) — советский футболист, нападающий.

## Карьера
Воспитанник ДЮСШ московского «Спартака». За основную команду провёл один матч 27 октября 1967 года, заменив на 55-й минуте Игоря Вьюгина в домашней игре чемпионата СССР против «Зари» из Луганска (0:0). В 1969—1973 годах выступал за тульский «Металлург», «Знамя Труда» и подольский «Машиностроитель».